# Condado de Lwówek Śląski
Condado de Lwówek Śląski (polaco: powiat lwówecki) é um powiat (condado) da Polónia, na voivodia de Baixa Silésia. A sede do condado é a cidade de Lwówek Śląski. Estende-se por uma área de 709,94 km², com 48 413 habitantes, segundo os censos de 2005, com uma densidade 68,19 hab/km².

## Divisões admistrativas
O condado possui:
Comunas urbana-rurais: Gryfów Śląski, Lubomierz, Lwówek Śląski, Mirsk, Wleń
Cidades: Gryfów Śląski, Lubomierz, Lwówek Śląski, Mirsk, Wleń

## Demografia
População (dados de 30 de Junho de 2005):
|          | Total   | Total | Mulheres | Mulheres | Homens  | Homens |
| -------- | ------- | ----- | -------- | -------- | ------- | ------ |
|          | pessoas | %     | pessoas  | %        | pessoas | %      |
| Total    | 48 413  | 100   | 24 825   | 51,3     | 23 588  | 48,7   |
| Cidades  | 24 834  | 100   | 12 963   | 52,2     | 11 871  | 47,8   |
| Povoados | 23 579  | 100   | 11 862   | 50,3     | 11 717  | 49,7   |